# Theobald Mathew

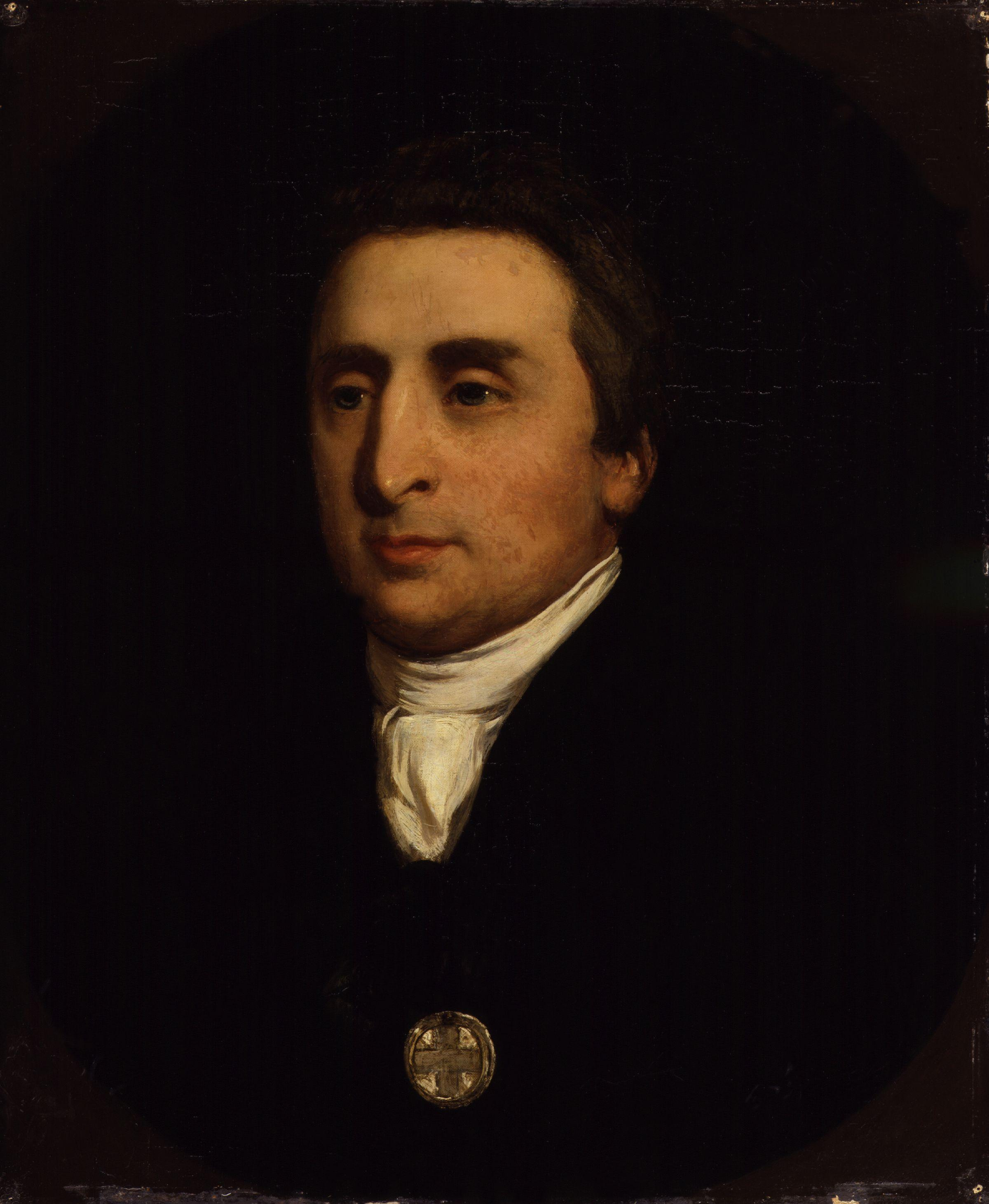
Theobald Mathew (Porträt von Edward Daniel Leahy)

Theobald Mathew (* 10. Oktober 1790 auf Thomastown Castle bei Golden, County Tipperary; † 8. Dezember 1856 in Cobh) war ein irischer katholischer Geistlicher. Er gründete 1838 den Verein der Abstinenzler (Knights of Father Mathew) und wurde damit zum Vorkämpfer der Bewegung für Alkoholabstinenz.

## Leben

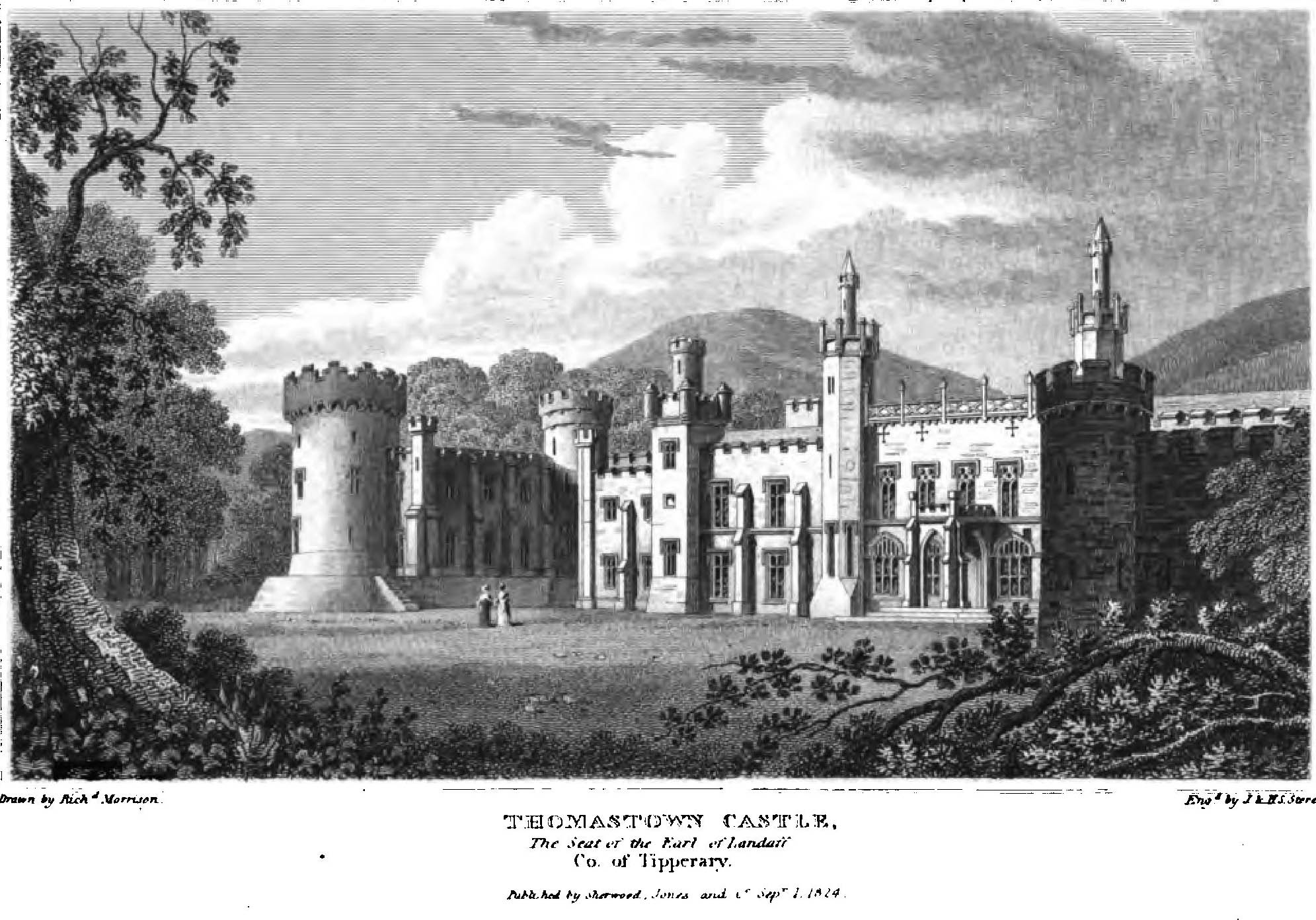
Thomastown Castle, der Sitz der Familie Mathew, an dem Theobald Mathew geboren wurde und aufwuchs

Theobald Mathew wurde in eine katholische landbesitzende Familie in Tipperary geboren, die dank der Protektion des Duke of Ormond im 17. Jahrhundert und der Konversion des Familienoberhaupts zur Church of Ireland zu Beginn des 18. Jahrhunderts ihren Besitz trotz der Restauration und der penal laws behalten konnte. Trotz der Konversion wurden die Familienoberhäupter als Kryptokatholiken angesehen, die sich dann mit einer großen Mehrheit der katholischen Bevölkerung mehrfach in den Wahlen zum House of Commons durchsetzen konnten. Theobalds Vater James Mathew war ein Cousin des Francis Mathew, 1. Earl Landaff (1744–1806), und diente ihm als Agent.
Theobald Mathew begann sein Studium am St Patrick’s College in Maynooth, musste dies aber verlassen und trat dann 1808 dem Orden der Kapuziner in Dublin bei. 1814 wurde er durch den Dubliner Koadjutor Daniel Murray zum Priester geweiht und anschließend nach Cork versetzt. 1828 wurde er Provinzial der irischen Kapuziner.

## Gedenken
Die von 1832 bis 1890 erbaute Kapuzinerkirche Holy Trinity Church in Cork wird zu Ehren von Theobald Mathew allgemein „Father Mathew Memorial Church“ genannt.